# Stomiotheca amazonensis
Stomiotheca amazonensis är en svampart som beskrevs av Bat. 1959. Stomiotheca amazonensis ingår i släktet Stomiotheca och familjen Micropeltidaceae.   Inga underarter finns listade i Catalogue of Life.